# Bhussinga
Bhussinga – gaun wikas samiti we wschodniej części Nepalu w strefie Sagarmatha w dystrykcie Okhaldhunga. Według nepalskiego spisu powszechnego z 2001 roku liczył on 330 gospodarstw domowych i 1570 mieszkańców (768 kobiet i 802 mężczyzn).